# Tineius Longus
Tineius Longus (sein Praenomen ist nicht bekannt) war ein im 2. Jahrhundert n. Chr. lebender Angehöriger des römischen Ritterstandes (Eques), der in den Senatorenstand aufstieg.
Durch eine Weihinschrift, die beim Kastell Condercum gefunden wurde und die auf 177/184 datiert ist, ist belegt, dass Longus Praefectus equitum war. Laut John E. H. Spaul und Margaret M. Roxan war er vermutlich Präfekt der Ala I Hispanorum Asturum, die in der Provinz Britannia stationiert war. Aus der Inschrift geht hervor, dass Longus als zukünftiger Quaestor in den Senatorenstand aufgenommen wurde.